# Through Glass
«Through Glass» — второй сингл американской группы Stone Sour со второго студийного альбома Come What(ever) May, вышедшего в 2006 году. Песня заняла первую позицию в чарте Billboard Hot Mainstream Rock Tracks (США), где продержалась 7 недель и вторую позицию в чарте Alternative Songs. Композиция также попала в Billboard Hot 100 на 39 позицию. Это один из самых известных и узнаваемых треков группы. На обложке сингла изображён родной город музыкантов, Де-Мойн.

## Видеоклип
Музыкальное видео на песню было снято режиссёром Тони Петросьяном, ранее работавшим с Slipknot. В роли камео снялся гитарист группы Poison — C.C. Deville.
Видео начинается с того, что Кори Тейлор поёт сидя на стуле. Затем он поднимается и идёт по дому где происходит вечеринка. Мимо него проходит официантка с подносом, которая затем становится плоской и картонной. В следующий момент появляется человек со старинным фотоаппаратом и снимает гостей, которые после этого так же становятся плоскими. Позже двое чёрных мужчин убирают картонные изображения людей. Тейлор проходит мимо бассейна, где играет на гитаре Джеймс Рут. Во время припева группа начинает выступать на фоне знака Голливуд, надпись которого сделана с намеренной ошибкой — «Hollowood». Двое мужчин продолжают убирать картонные очертания людей. После того, как группа заканчивает песню и уходит со сцены, становится видно, что фон за группой тоже был плоским и картонным, как и люди в доме.

## Список композиций
| №  | Название                        | Длительность |
| -- | ------------------------------- | ------------ |
| 1. | «Through Glass» (Edit)          | 4:01         |
| 2. | «Through Glass» (Album Version) | 4:40         |
| 3. | «Call-Out Hook #1»              | 0:18         |
| 4. | «Call-Out Hook #2»              | 0:21         |
| 5. | «Call-Out Hook #3»              | 0:17         |

## Позиции чартов

### Еженедельные чарты
| Чарт (2006—2007)                     | Высшая позиция |
| ------------------------------------ | -------------- |
| Canada Rock Top 30 (Radio & Records) | 1              |
| Германия (GfK)                       | 95             |
| Нидерланды (Dutch Top 40)            | 14             |
| Нидерланды (Single Top 100)          | 32             |
| Новая Зеландия (Recorded Music NZ)   | 37             |
| Шотландия (OCC Scotland)             | 61             |
| Великобритания (OCC UK Singles)      | 98             |
| Великобритания (OCC UK Rock & Metal) | 4              |
| США (Billboard Hot 100)              | 39             |
| США (Billboard Alternative Airplay)  | 2              |
| США (Billboard Adult Pop Airplay)    | 12             |
| США (Billboard Mainstream Rock)      | 1              |
| США (Billboard Pop Airplay)          | 23             |

### Годовые чарты
| Чарт (2006)                | Позиция |
| -------------------------- | ------- |
| Netherlands (Dutch Top 40) | 113     |

## Участники записи
Stone Sour
- Кори Тейлор — вокал, акустическая гитара
- Джеймс Рут — гитара
- Джош Рэнд — гитара
- Шон Экономаки — бас-гитара
- Рой Майорга — ударные